# Arroyo Zontle, San Pedro Ixcatlán
Arroyo Zontle är en ort i Mexiko.   Den ligger i kommunen San Pedro Ixcatlán och delstaten Oaxaca, i den sydöstra delen av landet, 300 km sydost om huvudstaden Mexico City. Arroyo Zontle ligger 167 meter över havet och antalet invånare är 324.
Terrängen runt Arroyo Zontle är varierad. Runt Arroyo Zontle är det ganska tätbefolkat, med 86 invånare per kvadratkilometer. Närmaste större samhälle är Isla Soyaltepec, 10,4 km öster om Arroyo Zontle. I omgivningarna runt Arroyo Zontle växer i huvudsak städsegrön lövskog.